# Nils Rosenblad (1749–1827)
Nils Rosenblad,  född den 10 april 1749 i Lund, död den 3 oktober 1827 på Hofgård i Älghults socken i Uppvidinge härad, Kronobergs län, var fortifikationsofficer, son till Eberhard Rosenblad, far till Bernhard Emanuel Rosenblad.
Rosenblad ingick efter i Lund och Göttingen bedrivna studier som volontär vid Fortifikationen 1768, blev konduktör 1771 och löjtnant i armén 1772 till belöning för det nit han ådagalagt att befrämja regementsförändringen.
Rosenblad tjänstgjorde vid fästningsarbeten i Finland och Sverige, gjorde utländska studieresor 1779 och 1781, blev kapten 1785 och sändes 1789 till Turkiet för att med råd och dåd bistå sultanen i kriget mot Ryssland.
Sedan Rosenblad efter krigets slut återkommit till Sverige, blev han överstelöjtnant 1792, överste och chef för pommerska fortifikationsbrigaden 1799 samt generaladjutant 1803. Avsked från Fortifikationen tog han 1806. Rosenblad var en kunnig och erfaren fortifikationsofficer samt länge arbetande ledamot av Krigsvetenskapsakademin.